# Homa Bay
Homa Bay is een kleine en drukke stad in het westen van Kenia gelegen aan de zuidkust van de Winam Gulf aan het Victoriameer. In het centrum wonen 32.174 mensen en in de agglomeratie 55.532 mensen (peildatum 1999).
Homa Bay was ooit de hoofdstad van de Keniaanse provincie Nyanza, maar inmiddels is het gebied opgedeeld in drie districten. Homa Bay is momenteel de hoofdstad van het district Homa Bay en heeft een gemeenteraad.
Homa Bay is onderverdeeld in zes kiesdistricten (Central, Kalanya, Kanyabala, Kanyadier/Kothidha, Katuma en Posta/Bonde). Ze behoren allemaal tot het Rangwe stemdistrict dat in totaal uit 14 kiesdistricten bestaat. De andere acht liggen buiten de stad in het Homa Bay County Council.
Het ligt in de buurt van Mount Homa en het Ruma National Park. Het laatste staat bekend om zijn hartenbeesten en de Roanantilopen. De regering heeft ook Netgiraffes losgelaten in het park.

## Godsdienst
Homa Bay is de zetel van een Rooms-Katholiek bisdom.